# Doko e Yuku
Doko e Yuku (何処へ行く?) è il primo mini-album della band giapponese The Back Horn.

## Tracce
1. Pink Soda (ピンクソーダ, Pinku Sōda)
2. Karasu (カラス)
3. Fuyu no Milk (冬のミルク, Fuyu no Miruku)
4. Gyorai (魚雷)
5. Amagoi (雨乞い)
6. Ayashiki Kumo Yuki (怪しき雲ゆき)
7. Banshū (晩秋)
8. Doko e Iku (何処へ行く)